# 久美浜町安養寺
久美浜町安養寺（くみはまちょうあんようじ）は、京都府京丹後市久美浜町の大字。2020年（令和2年）の国勢調査における世帯数は31世帯、人口は91人。曹洞宗系単立寺院の安養寺が転化して地名となった。

## 地理

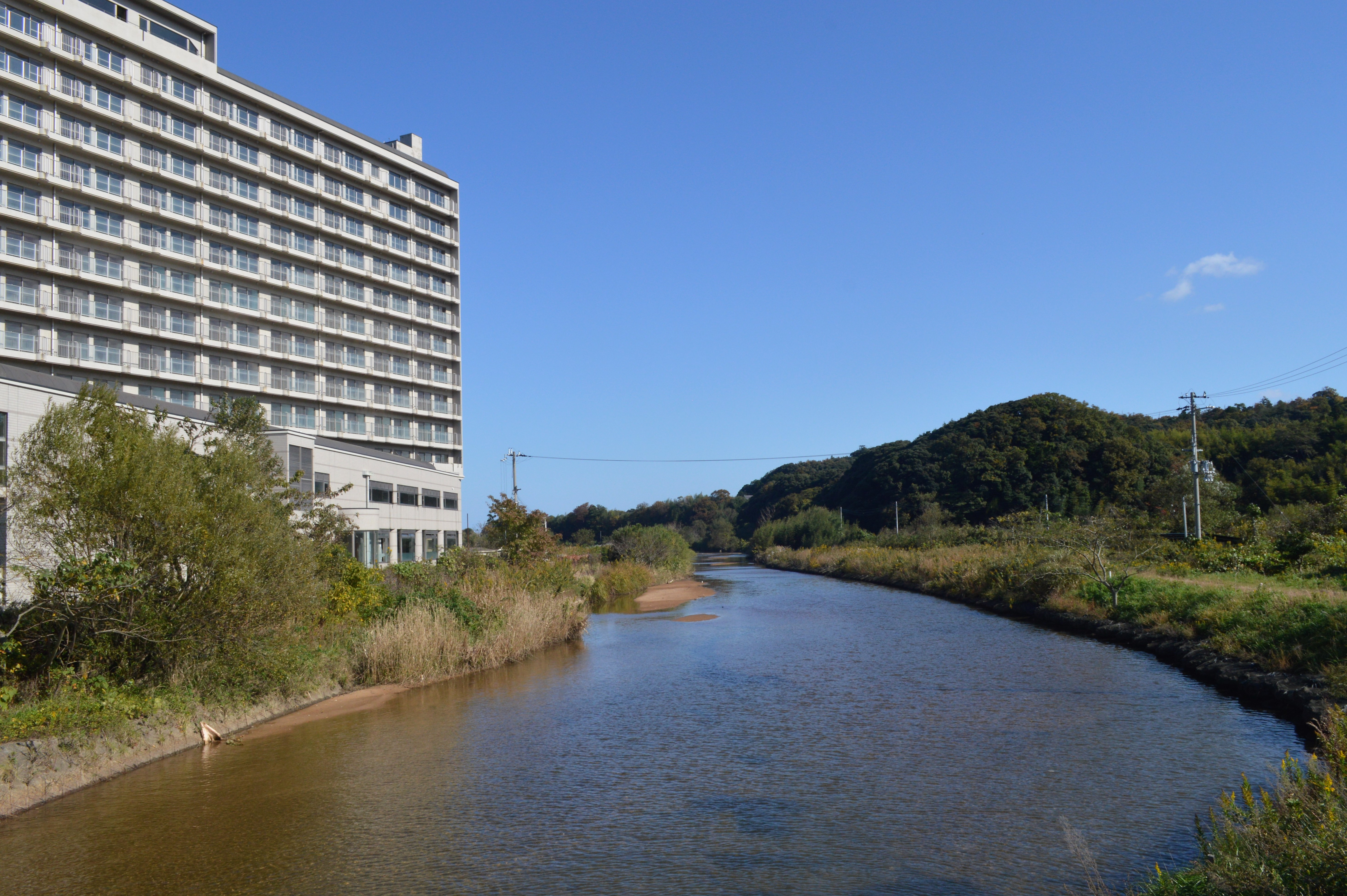
佐濃谷川

久美浜町東部にあり、佐濃谷川の支流である安養寺川に沿って集落が形成されている。北側には野中が、東側には佐野がある。北を除く三方を山に囲まれた小規模な谷に集落があるが、北端部は野中や佐野丙の集落と一体化しており、野中郵便局は野中ではなく安養寺にある。南側には標高446メートルの青地岳がある。

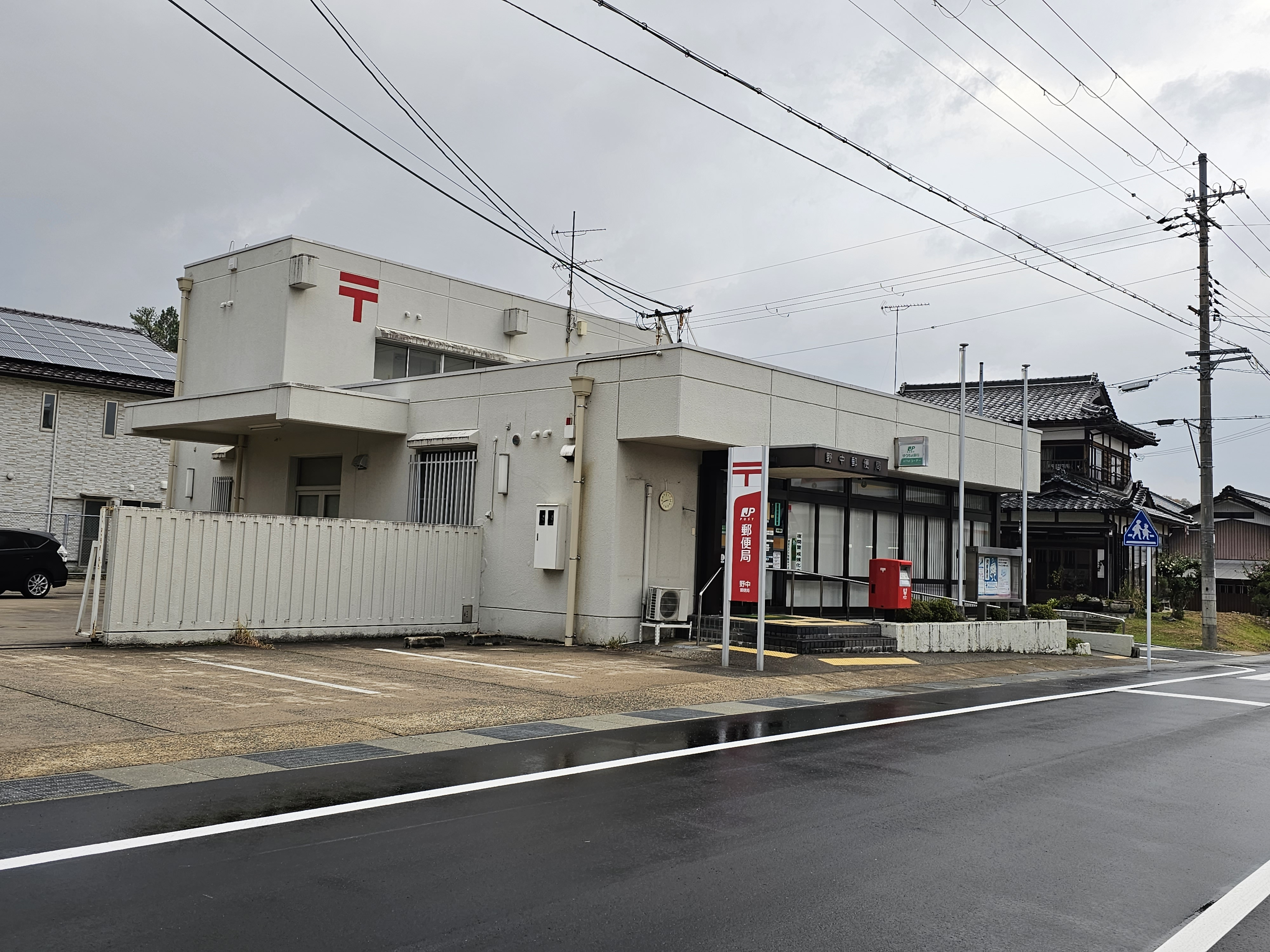
野中郵便局
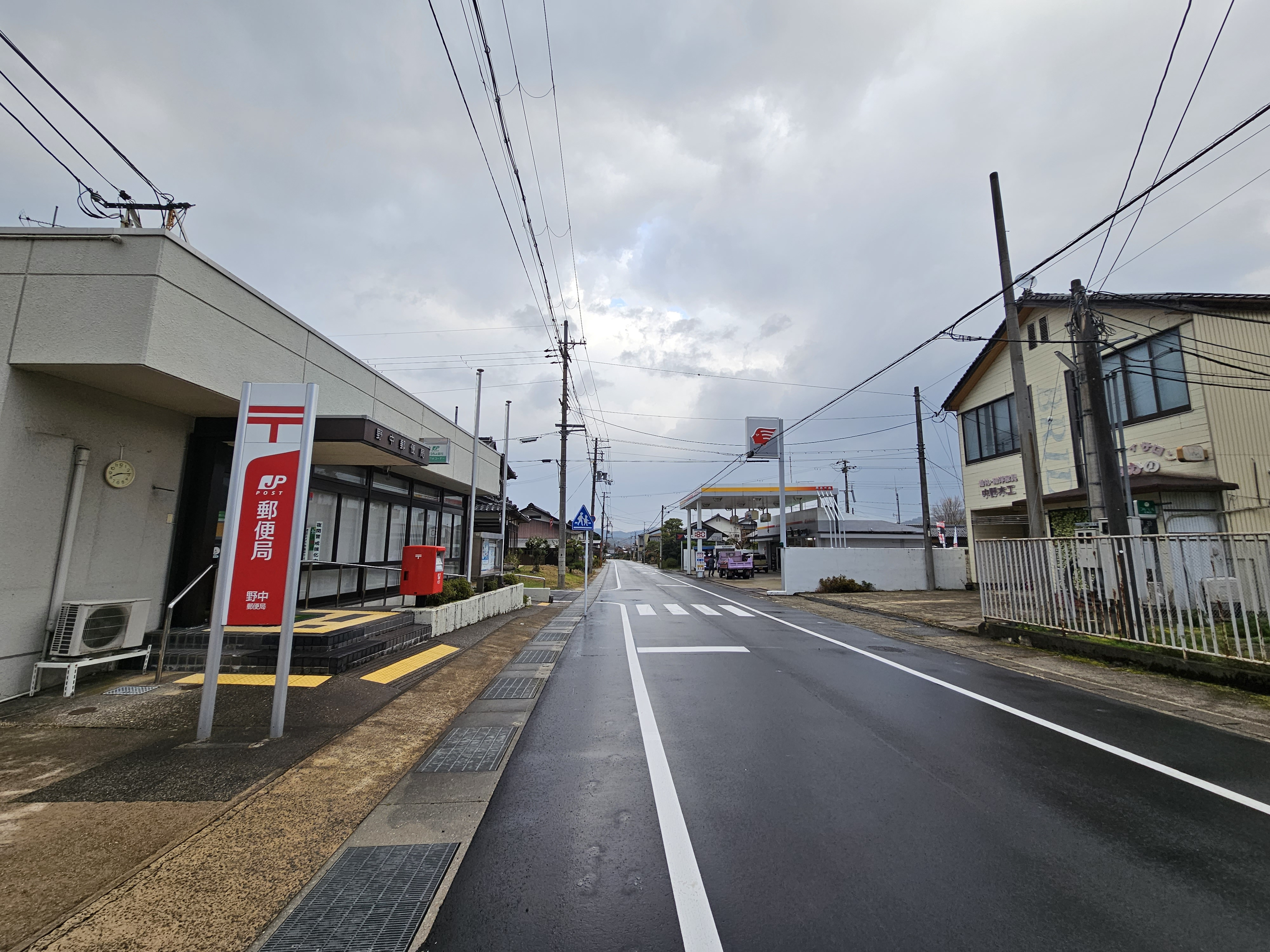
安養寺を通る国道312号

## 歴史

### 近世
『佐濃旧村誌』によると、慶長5年（1600年）の戸数は25戸だった。江戸時代には丹後国熊野郡安養寺村であり、当初は宮津藩領、寛文6年（1666年）に幕府領、寛文9年（1669年）に宮津藩領、延宝8年（1680年）に幕府領、天和元年（1681年）に宮津藩領、享保2年（1717年）に幕府領と推移した。丹後国の幕府領を管轄していたのは久美浜代官所である。村高は『慶長郷村帳』や『延宝郷村帳』によると131石余、『天和村々高帳』によると146石余、『宝永村々辻高帳』や『天保郷帳』によると147石余、『旧高旧領』によると146石余だった。『佐濃旧村誌』によると、元禄4年（1691年）の大洪水で村の形が変わったとされる。
元治元年（1864年）には野中を中心とする集落で大火があり、野中で42戸、安養寺で12戸、佐野ハゴで6戸、計60戸が焼失した。

### 近代

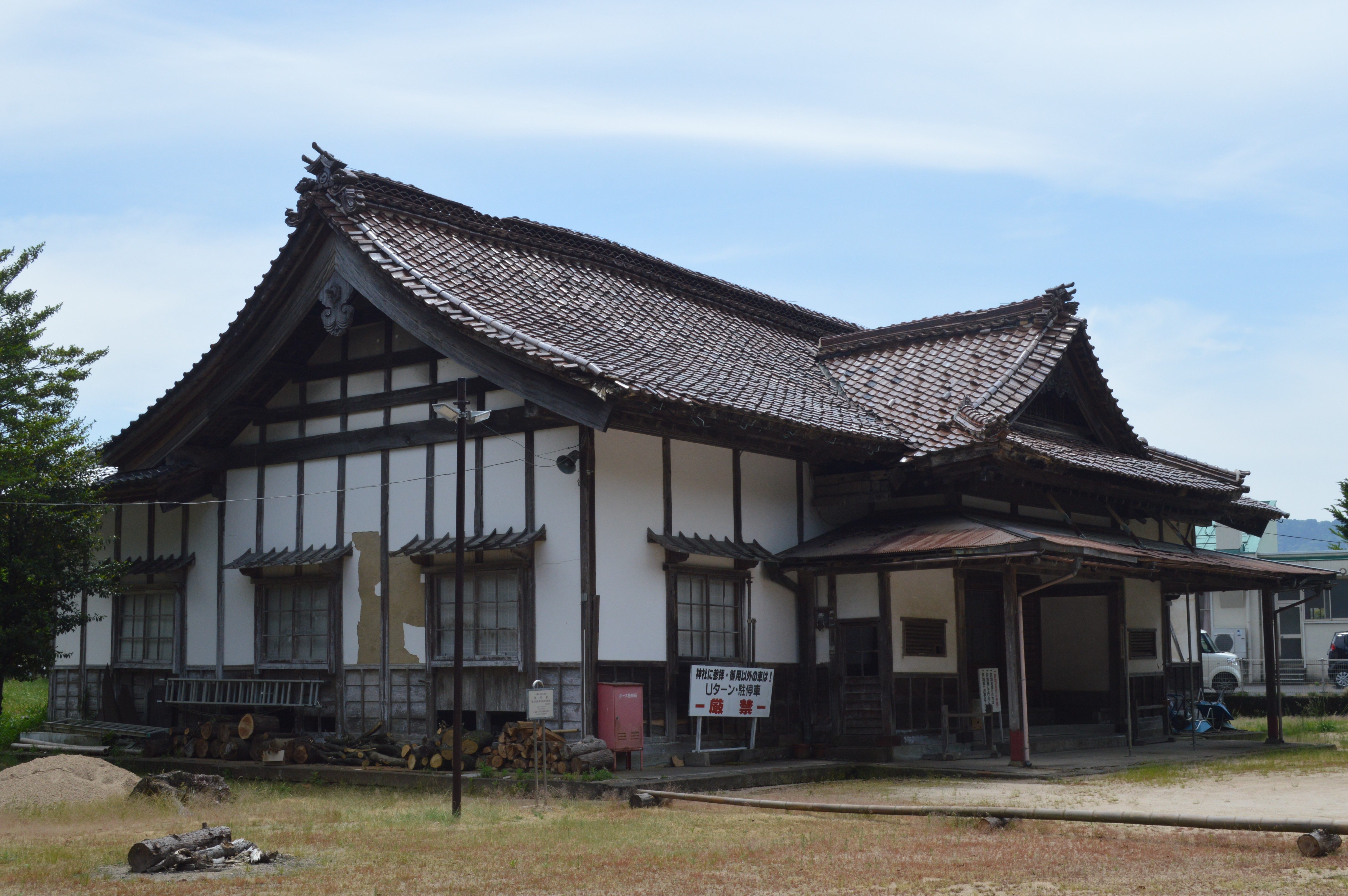
旧久美浜県庁舎

1868年（明治元年）には久美浜県の、1871年（明治4年）には豊岡県の所属となり、1876年（明治9年）に京都府の所属で落ち着いた。
1889年（明治22年）4月1日には町村制の施行により、安養寺村・野中村・佐野村・尉ヶ畑村・二俣村・小桑村の区域をもって熊野郡上佐濃村が発足し、上佐濃村には安養寺を含む6の大字が設置された。

### 現代
1951年（昭和26年）1月1日、上佐濃村と下佐濃村が合併して佐濃村が発足し、佐濃村の大字として安養寺が設置された。1958年（昭和33年）5月3日には佐濃村が久美浜町に編入され、久美浜町の大字として安養寺が設置された。
2004年（平成16年）4月1日には久美浜町・竹野郡網野町・丹後町・弥栄町・中郡峰山町・大宮町が合併して京丹後市が発足し、京丹後市の大字として久美浜町安養寺が設置された。

## 安養寺（寺院）
曹洞宗系単立寺院の安養寺がある。山号は普門山。本尊の十一面観世音菩薩は定朝作と伝わる。

### 歴史
寺伝によると、保延4年（1138年）3月に永信霊昌が奈良の東大寺から移って安養寺の伽藍を築いたとされる。かつては七堂伽藍を有する大寺院であり、『丹哥府志』によると本堂から約1町も離れた場所に山門があったとされる。寛文3年（1663年）3月には宮津の智源寺の2世橘州宗雲和尚を招き、曹洞宗に改宗して再興したという。
かつての鐘楼門は宝暦4年（1754年）竣工の建築物だった。2017年度（平成29年度）には全国社寺等屋根工事技術保存会による研修として茅葺屋根の葺き替えが行われ、これに合わせて柱などの骨組みも一新された。

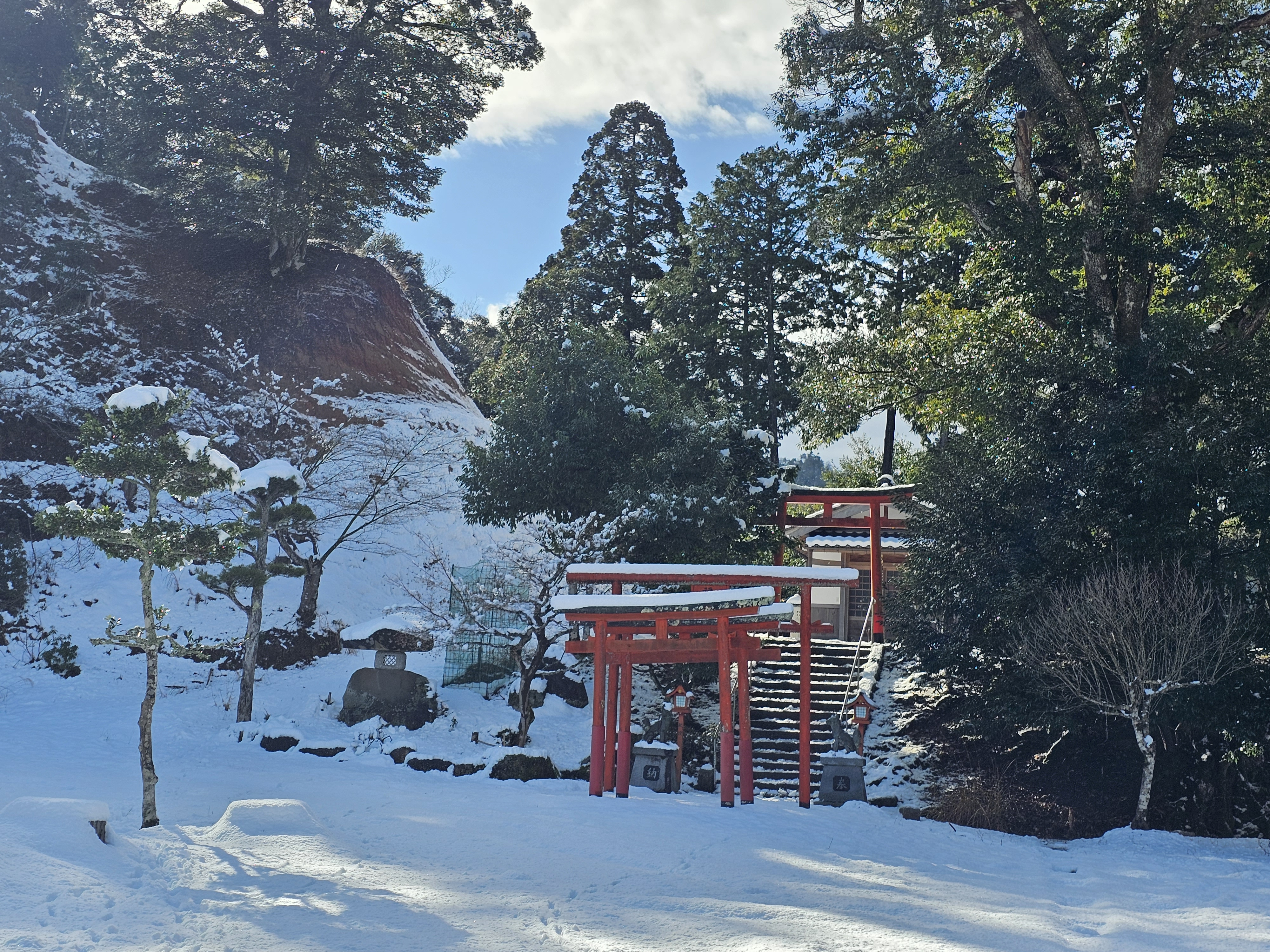
境内社
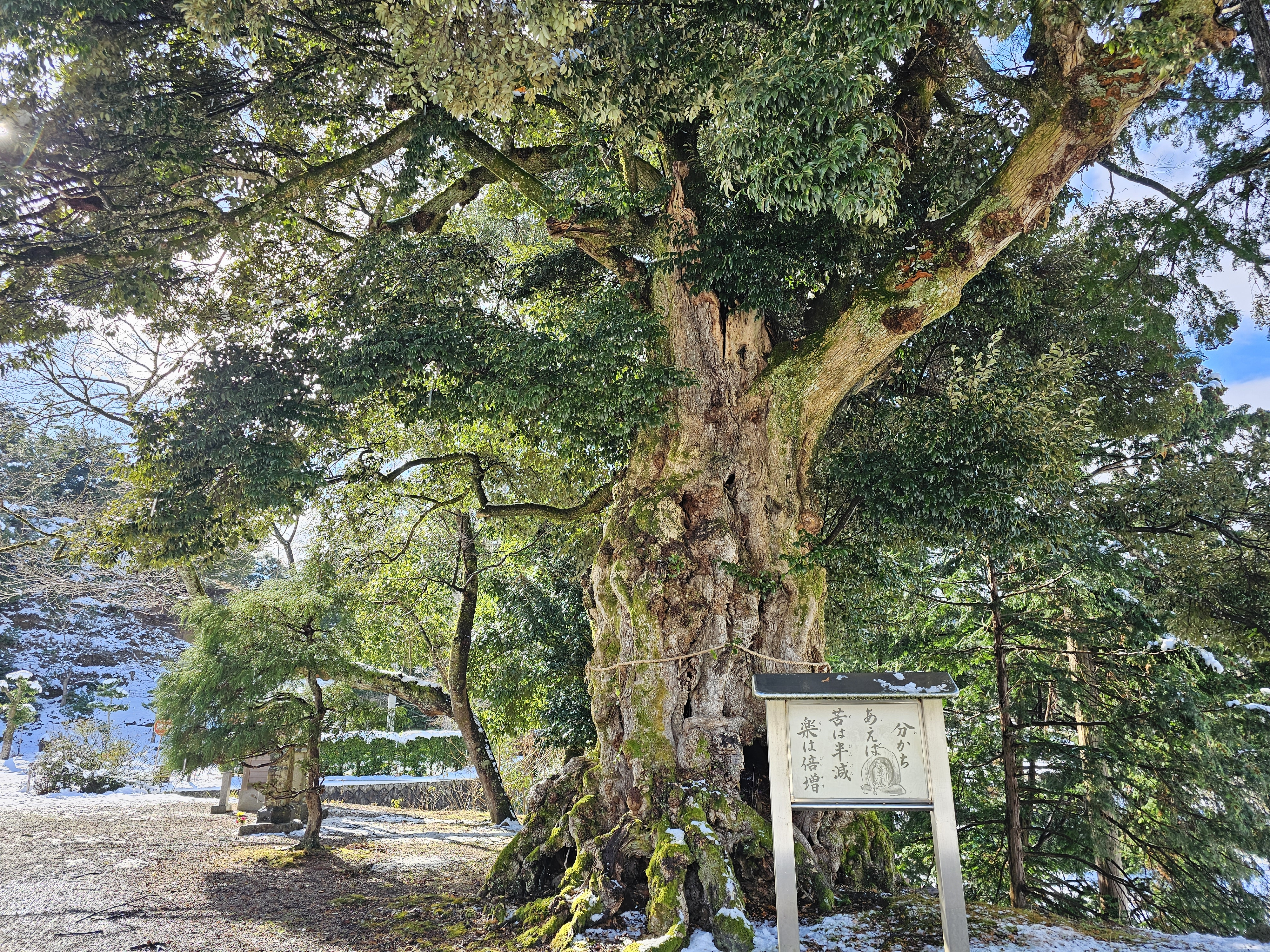
境内の古木

### 能楽
伝統行事として蝋燭能がある。安養寺の藤村昌子は観世流の能楽師であり、1957年（昭和32年）には藤村昌子によって藤村好諷会が再興された。2012年（平成24年）には安養寺住職の藤村康信を事務局長として、丹後・但馬地方で若手能楽師を育成するために「たんたんのうのう会」が発足し、観世喜正らが指導を行っている。

## 教育
安養寺には京丹後市立佐濃小学校があった。

### 前身の2校
1873年（明治6年）に野中学校が、1874年（明治7年）には竹藤学校が開校した。1889年（明治22年）にはもとの野中学校が上佐濃尋常小学校（後の佐濃村立佐濃南小学校）に、もとの竹藤学校が下佐濃尋常小学校（後の佐濃村立佐濃北小学校）に改称した。
1941年（昭和16年）には上佐濃尋常小学校が上佐濃国民学校に、下佐濃尋常小学校が下佐濃国民学校に改称した。戦後には上佐濃国民学校が佐濃村立佐濃南小学校に、下佐濃国民学校が佐濃村立佐濃南小学校に改称した。1958年（昭和33年）5月3日には佐濃村が久美浜町に編入され、佐濃村立佐濃南小学校は久美浜町立佐濃南小学校に、佐濃村立佐濃北小学校は久美浜町立佐濃北小学校に改称した。

### 佐濃小学校時代
1967年（昭和42年）に両校が統合されて佐濃小学校となり、1968年（昭和43年）には現在地に校地を移転した。
1988年（昭和63年）時点の佐濃小学校には191人の児童が在籍していたが、2008年（平成20年）には初めて100人を下回って93人となり、2013年（平成25年）には67人となっていた。2014年（平成26年）3月には佐濃小学校・京丹後市立海部小学校・京丹後市立川上小学校が閉校となり、同年4月には3校を統合した京丹後市立高龍小学校が開校した。

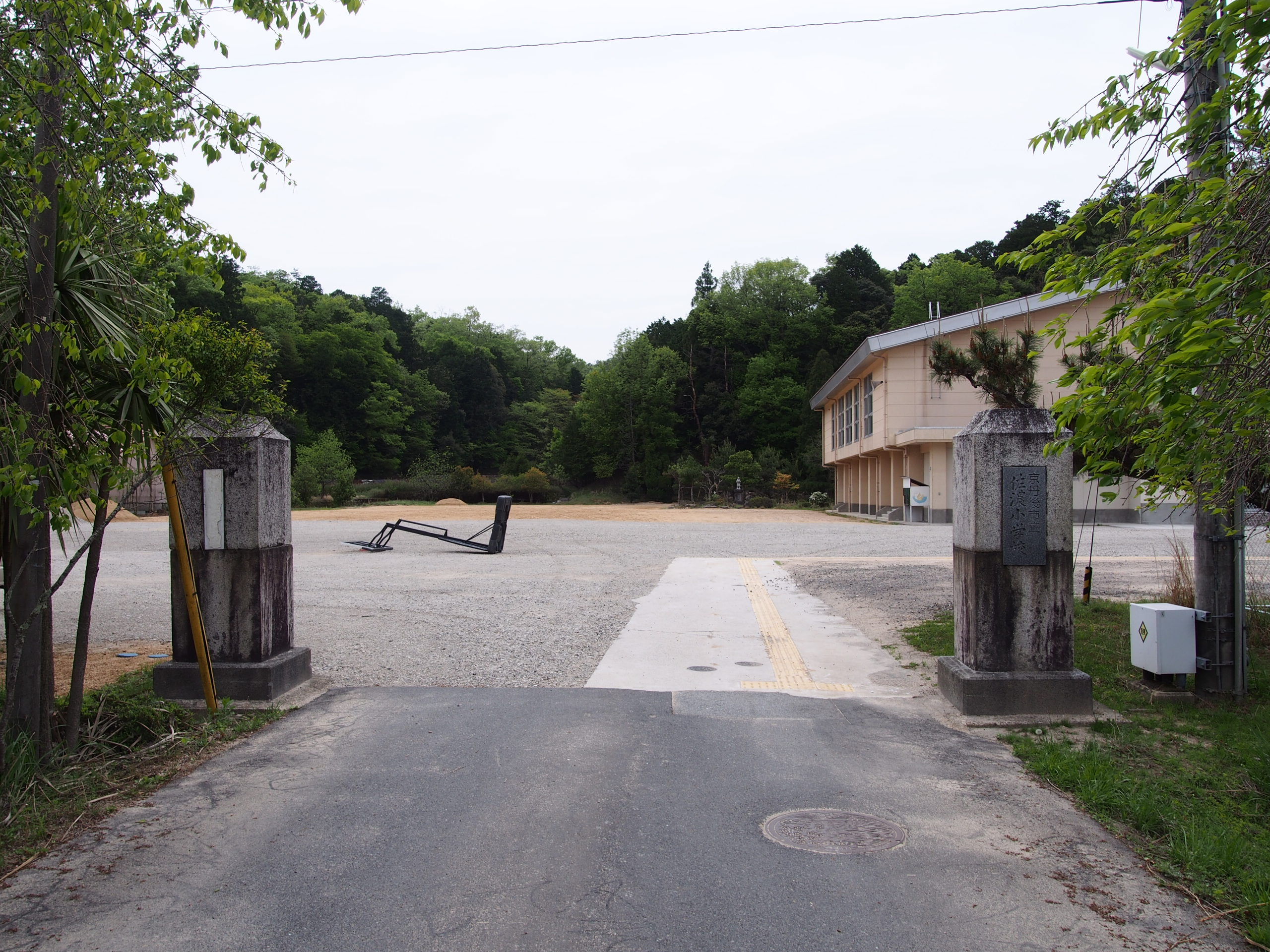
閉校後の佐濃小学校跡地（2016年）
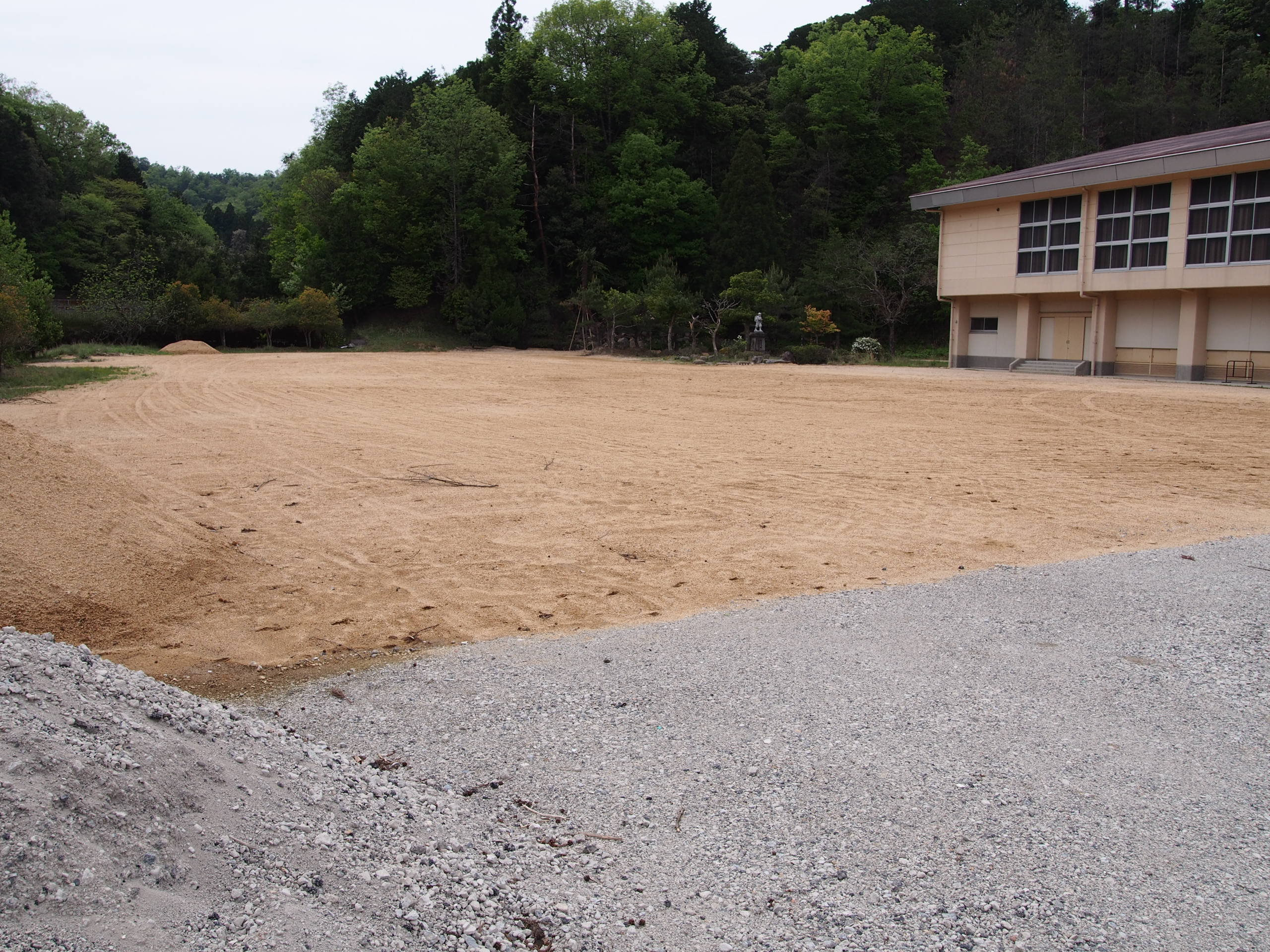
閉校後の佐濃小学校跡地（2016年）

## 名所・旧跡
- 八木神社 - ネコの守護神[3][2]。ネズミが家を荒らした際、神殿に置いてある小石を借りて家の中に置くとネコの代わりになるとされる[2]。ネコが祀られる例は多くないとされるが[12]、養蚕が盛んだった丹後では峰山町の金刀比羅神社に狛猫が奉納されている例がある[13]。猫荒神という通称があるが、猫荒神は祠ともども現存していない[12]。三玉神社と産魂神社が合祀されているが、八木神社を含めた3社はいずれも無格社である[14]。